# Prostitución en el Tíbet

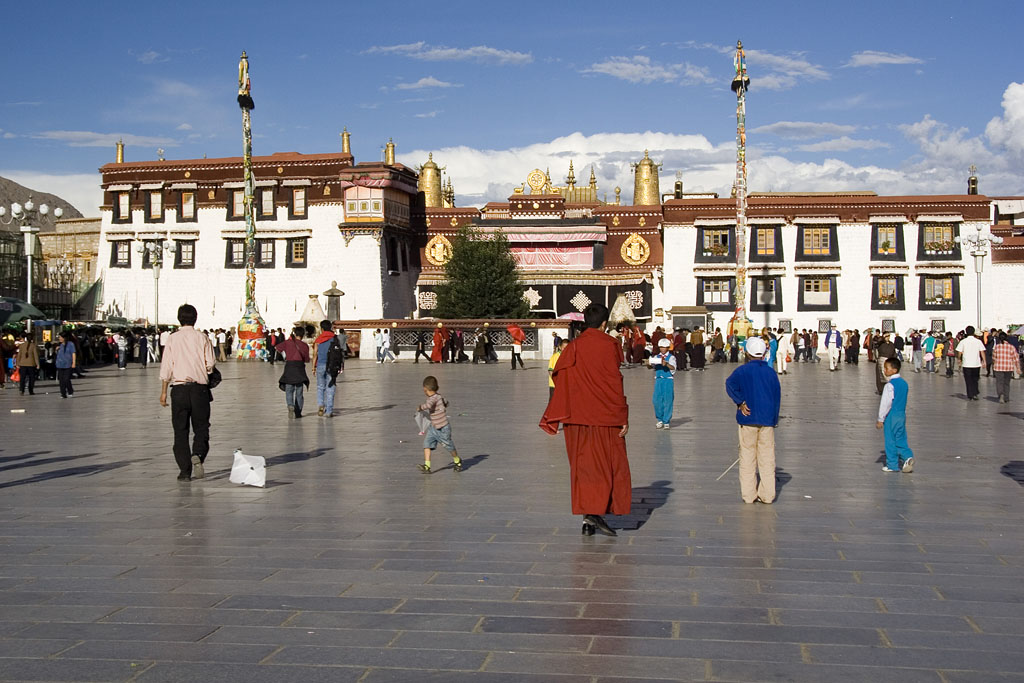
Imagen de Lhasa, capital de la región autonómica del Tibet.

Se cree que la prostitución en Tíbet existe desde hace siglos. En la primera mitad del siglo XX, visitantes extranjeros aportaron testimonios de su existencia. Según el escritor británico Christopher Hale, debido a la práctica de la poliandria en el Tíbet, muchas mujeres no encontraban marido y se trasladaban a pueblos y ciudades, donde caían en la prostitución. Sus clientes procedían de las caravanas que cruzaban la meseta tibetana y también de los monasterios.
Sin embargo, según el gobierno tibetano en el exilio, la prostitución como industria era prácticamente inexistente antes de la ocupación china del Tíbet. Según la Asociación de Mujeres Tibetanas: «En el pasado, en Tíbet no había burdeles». El abogado tibetano Lobsang Sangay reconoce la existencia de la prostitución antes de la llegada de los chinos, pero afirma que el fenómeno era mínimo en comparación con su extensión actual.
Desde la década de 1980, la prostitución en la República Popular China, aunque oficialmente ilegal, ha ido en aumento. El poeta francés Jean Dif, de viaje en la Región autónoma del Tíbet en septiembre-octubre de 2004, dijo de Lhasa: «Se dice que hay más de 4 000 prostitutas en la ciudad, pero yo no vi ninguna». Según el sociólogo e historiador religioso francés Frédéric Lenoir, que escribió en 2008, el barrio comercial tradicional de Lhasa, capital de la Región Autónoma del Tíbet, contenía en aquella época bares de karaoke, casas de juego y burdeles. El número de burdeles en Lhasa se estimaba en más de 300. Los establecimientos estaban situados en la isla de Jamalinka y en la aldea de Zhol, cerca del palacio de Potala.

## Historia

### Antes de 1950
En su libro de entrevistas con el decimocuarto dalái lama, el periodista Thomas Laird relata que el sexto dalái lama, el joven Tsangyang Gyatso (1683-1706), se negó a hacer sus votos y «pasaba las noches bebiendo en burdeles», frecuentando una posada del pueblo Zhol. Según la guía Lonely Planet Tibet de 2008, el antiguo pueblo de Zhol, cuya zona se extendía al sur de Potala, era el barrio rojo de Lhasa.
Según el escritor y periodista Claude Arpi (director del edificio tibetano de Auroville), el señor de la guerra chino Zhao Erfeng, que creó la antigua provincia de Xikang, que incluía la mayor parte de la región tibetana de Kham, animaba a sus soldados chinos a casarse con tibetanas concediéndoles dinero y tierras. Estas mujeres, según el historiador Laurent Deshayes, «a menudo acababan en los burdeles de los soldados» aunque «abandonar a una esposa tibetana era severamente castigado por Zhao».
En su relación con la expedición alemana a Tíbet de 1938-1939, el escritor Christopher Hale, basándose en los diarios de Ernst Schäfer, informa de la prostitución en Lhasa: «en las abarrotadas calles las mujeres superan en número a los hombres y muchas de ellas son prostitutas. Debido a la práctica de la poliandria, muchas mujeres no encuentran marido y acuden a los pueblos y ciudades donde caen en la prostitución. Sus clientes proceden de las caravanas que atraviesan la meseta tibetana y también de los monasterios». 
Añade que durante la mayor parte de su estancia en Lhasa, la residencia alemana de Tredilingka fue asediada con frecuencia por prostitutas que intentaban seducir a sus ocupantes.
El alpinista austriaco Heinrich Harrer, que vivió en Lhasa de 1944 a 1950, relató en sus memorias que en Barkhor «señoras de fácil virtud ejercen allí su profesión».
En 1946, el tercer Taktra Rinpoche, que era regente del Tíbet, fue calumniado diciendo que «había tenido una aventura con una prostituta de clase alta llamada Nyi-a-sung».

### Después de 1950
En 1962, Choekyi Gyaltsen, el décimo Panchen Lama, afirmó en su «Petición de los 70 000 caracteres» que cualquiera que en Tíbet expresara públicamente su fe religiosa era objeto de persecución y acusado de superstición. Los comunistas obligaban a monjes y monjas a mantener relaciones sexuales. La gestión de los monasterios se confiaba a personajes disolutos que «frecuentaban prostitutas y bebían en exceso», lo que desacreditaba a los monasterios a ojos de los tibetanos.
Según el Centro de Justicia del Tíbet, organización vinculada al gobierno tibetano en el exilio, los funcionarios chinos han cometido actos de violencia contra las mujeres tibetanas obligándolas a prostituirse. Se ha informado de que adolescentes tibetanas, creyendo que se alistaban en el Ejército Popular de Liberación (EPL), han sufrido múltiples violaciones que han provocado embarazos por los que han sido sometidas a abortos forzados. Este tipo de trato es, según el Centro de Justicia del Tíbet, la norma para las jóvenes tibetanas en el ejército chino.
Según el escritor chino disidente Wang Lixiong, estos comentarios son muy exagerados y solo se producen en casos excepcionales. En su libro Sky Burial: The Destiny of Tibet, publicado en 1998, escribió: «En Occidente se exagera mucho la persecución de los tibetanos por los comunistas chinos. Que los soldados del EPL obligaban a los lamas y a las monjas a mantener relaciones sexuales en público, mientras que los Guardias Rojos violaban a mujeres por doquier, todo esto, por supuesto, está muy lejos de la verdad. Como bien saben quienes vivieron aquella época, en este periodo (maoísta) el sexo se consideraba socialmente bastante inaceptable. Los soldados del EPL y los Guardias Rojos, que tenían la ideología más fuerte, no podrían haber hecho este tipo de cosas. En cuanto a algunos casos concretos, sólo podemos culpar a los individuos implicados (no hay ningún lugar en el que no se den este tipo de comportamientos)».

### Situación actual

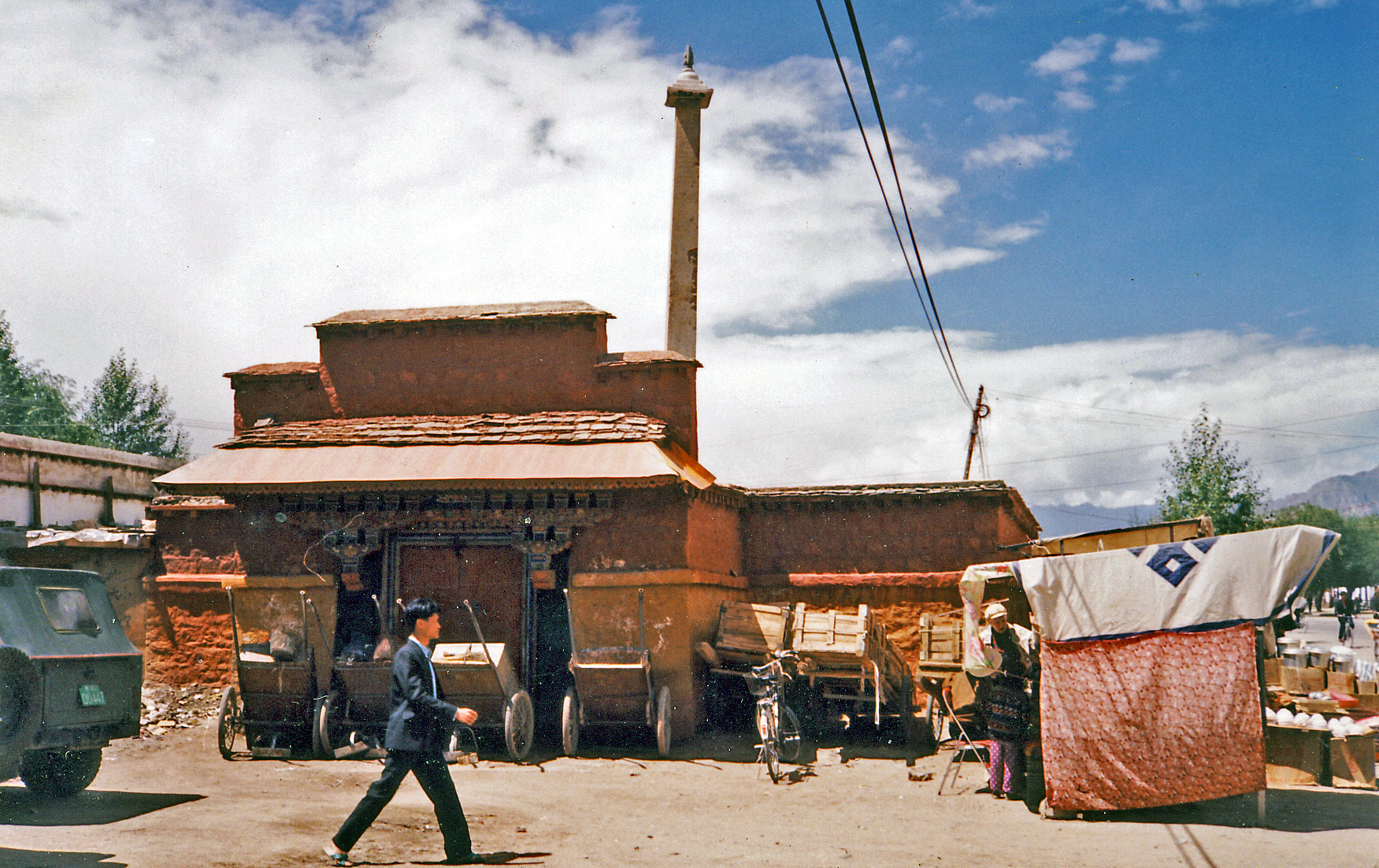
La zona en torno a la aldea de Zhol, cerca del palacio de Potala, congrega el barrio rojo del Tibet.

Según el gobierno tibetano en el exilio, la prostitución en Tíbet está creciendo rápidamente. Afirman que la introducción a gran escala de la prostitución, especialmente en Lhasa y Tsetang, se produjo en 1990 como consecuencia de la afluencia de una población trabajadora predominantemente masculina que se sumó a la gran población de soldados chinos ya desplegados en Tíbet. En un artículo publicado en el periódico The Independent en 1996, el periodista Mike Dempsey observó que la prostitución en Lhasa se había vuelto «más descarada que en la mayoría de las demás ciudades chinas» y que «cada calle está llena de bares, salas de vídeo y burdeles». «En algunos barrios de Lhasa... uno de cada tres escaparates es un burdel». Dempsey añadió que la mayoría de las prostitutas «son de la cercana Szechuan [Sichuan]», mientras que «las prostitutas tibetanas, mucho menos numerosas, atienden a sus pobres clientes en los callejones llenos de basura detrás del templo de Jokhang».
En 2003, el periodista e historiador Patrick French escribió que la prostitución en Lhasa era «objeto de segregación étnica». Había muy pocas prostitutas tibetanas, la mayoría eran chinas, originarias de Sichuan y Qinghai. El comercio sexual estaba «controlado por bandas chinas que se benefician de la protección política». Según el periodista Jean-Paul Mari, la isla de Jama Lingka se desarrolló en los años 1990 con dinero de la mafia de Macao.
En 2003, la documentalista francesa Marie Louville visitó Tíbet en secreto y filmó el documental Las aceras de Lhasa, que describía la práctica de la prostitución en Lhasa.

## Extensión
El gobierno chino no da una estimación del número de burdeles en Tíbet porque la prostitución está oficialmente prohibida en China. Sin embargo, varias fuentes proporcionan cifras estimadas sobre el número de burdeles en Lhasa. Entre ellas figuran organizaciones cercanas al gobierno tibetano en el exilio, el documentalista Ngawang Choephel, el académico y sociólogo Frederic Lenoir y el escritor e historiador Patrick French. Las cifras oscilan entre 300 y 1806 según la fuente. El término «burdel» abarca la prostitución que tiene lugar en locales disfrazados de peluquerías, salones de belleza, salones de masaje, bares de alterne y bares de karaoke.
Según el Tibet Times, periódico quincenal vinculado a los exiliados tibetanos con sede en Dharamsala, en 1998 había unas 8 890 prostitutas en Lhasa, es decir, el 9 % de la población femenina. El artículo informaba de que en Lhasa había 1 270 burdeles, la mayoría disfrazados de peluquerías, y una media de siete prostitutas en cada uno. Tibet Times afirma haber obtenido esta cifra como resultado de sus propias investigaciones directas.
Ngawang Choephel, en declaraciones a Voice of America en 1998, afirmó que había más de 1806 «burdeles chinos» en Lhasa. En 1999, la Red de Información sobre el Tíbet, con sede en Londres, realizó un estudio que identificaba «al menos 658 burdeles» en Lhasa. Patrick French, de regreso de un viaje al Tíbet en 1999, indicó que había comprobado que eran un fenómeno importante en Lhasa, y que «ahora hay cientos de burdeles allí». En 2000 y 2002 se habló de unos mil burdeles en un documento presentado en las Naciones Unidas y en un artículo de The Boston Globe que citaba la misma fuente. Entre 1998 y 2005, el número de burdeles aumentó a 1 600, según la Asociación de Mujeres Tibetanas. En 2008, Frederic Lenoir estimó en más de 300 el número de burdeles en Lhasa, uno de los índices más altos de cualquier ciudad china en términos de población.

## Represión oficial de la prostitución
La prostitución es ilegal según la legislación de la República Popular China. Las autoridades chinas suelen denunciar la prostitución y con frecuencia lanzan redadas en un intento de librar al Tíbet de este comercio, como la acción contra el vicio llevada a cabo en Lhasa en mayo de 1995, cuando la policía china detuvo a 111 prostitutas y proxenetas. Según la Agence France-Presse, Sun Jiazheng, ministro chino de Cultura entre 1998 y 2008, advirtió en 2000 que el desarrollo de la industria china del entretenimiento podría verse inhibido debido a la competencia del comercio sexual. El 1 de octubre de 2009, cuando se acercaba el 60 aniversario de la fundación de la República Popular China, el Viceministro de Justicia chino anunció el lanzamiento de una campaña nacional de la policía china para cerrar clubes nocturnos y salones de masaje.

## Riesgo de propagación de enfermedades de transmisión sexual
En 2003, el Centro Tibetano por los Derechos del Hombre y la Democracia, una ONG patrocinada por el Dalai Lama, calculó que en el año 2000 había 7 000 chicas tibetanas en unos mil burdeles de Lhasa. La organización criticó la falta de higiene y de medidas de protección, la afluencia de prostitutas procedentes del resto de China, donde el sida está más extendido, y la falta de programas educativos y de detección preventivos. Se dice que el aumento de la prostitución provoca un aumento de la transmisión del VIH/sida en Tíbet. En 2007, el Dalai Lama afirmó que Pekín estaba utilizando el Ferrocarril Qinghai–Tíbet para enviar a jóvenes sin educación del campo para ser «inducidas como prostitutas» en Lhasa, lo que «está aumentando el peligro del sida».
Las organizaciones australianas (AusAID y el Instituto Burnet) trabajan en Lhasa en la prevención del VIH/sida. Durante los disturbios tibetanos de 2008, detuvieron a uno de sus empleados, Wangdu, antiguo monje tibetano que trabajaba en la lucha contra el sida. Llevaba trabajando desde 2001 en la prevención del sida, especialmente entre las prostitutas. A pesar de no haber participado personalmente en las manifestaciones de Lhasa, fue condenado a cadena perpetua acusado de espionaje y envío de información al extranjero.

## Prostitución y cultura tibetana
Al ser Lhasa una ciudad sagrada para los tibetanos, la prostitución está especialmente mal vista entre su población, según Lobsang Sangay. En «Lhasa: la muerte del alma», un artículo de 1994, William Hanks cita las palabras de un monje budista: «Un monje en la puerta de un monasterio me murmuró: 'Es una pena; queremos que cierren estos bares porque contribuyen a la destrucción planificada de la cultura tibetana'». El sitio web de comparadores de viajes Easyvoyage menciona que la parte occidental de Lhasa se parece a todas las ciudades chinas modernas, con su arquitectura de hormigón, tiendas, karaokes e incluso prostitución. El intérprete francés del Dalai Lama, Mathieu Ricard, afirma que «la ciudad tibetana ha desaparecido bajo el karaoke de neón... los chinos imponen su moral, el alcohol, el karaoke, los burdeles... China impone sus dogmas y aplasta la cultura».
Sin embargo, como comenta Mike Dempsey, «la mayoría de los observadores del Tíbet dudan de que sea política oficial china fomentar el juego y la prostitución para socavar el dominio espiritual del Dalai Lama en el exilio«. La opinión del profesor Barry Sautman, de la Universidad de Ciencia y Tecnología de Hong Kong, es que «los emigrados intentan atribuir los «vicios» que se encuentran en las ciudades del Tíbet a los efectos culturales nocivos de la presencia han en ellas. Pero Lhasa, como muchas otras ciudades del mundo, contiene muchos lugares repletos de prostitución, juego y drogas». El director de la Campaña Internacional por el Tíbet ha expresado su «preocupación por el hecho de que cada vez más jóvenes tibetanos estén expuestos a las tentaciones de los peores aspectos de la cultura china». Sautman señala que «ninguno de estos vicios es particularmente «chino». El billar es un invento occidental, el karaoke se originó en Japón, la prostitución y las drogas son universales». Preguntado por las discotecas y clubes nocturnos de Lhasa, el vicepresidente de la Región Autónoma del Tíbet los justificó como parte del «modo de vida occidental», añadiendo que contribuyen a la diversidad de la cultura local tibetana y han. Sautman sostiene que los «vicios» del Tíbet denunciados por los emigrados están también presentes en su mayoría en centros religiosos como Dharamsala y Katmandú, y no son infrecuentes entre los monjes budistas de algunos países».